# 巴吉垒镇
巴吉垒镇，是中华人民共和国吉林省长春市农安县下辖的一个乡镇级行政单位。

## 行政区划
巴吉垒镇下辖以下地区：
西铁村、太平山村、元宝沟村、石岗村、李家围子村、双榆树村、太和村、东铁村、上河湾村、莫波村、麻花店村、四合村、南洼子村、和平村、洼中高村、建设村、孟城村、黄金村和六马村。